# Lars-Christian Brask
Lars-Christian Brask (født 25. maj 1963 i Visby, Gotland) er en dansk politiker og erhvervsmand, der bor i Roskilde. Ved folketingsvalget 2022 blev han valgt til Folketinget i Sjællands Storkreds for Liberal Alliance.

## Erhvervskarriere
Brask startede sit første firma som 13-årig idet han ansatte op til 4 personer til at bringe morgenbrød ud fra en lokal bager. Som 18-årig studerende på gymnasiet, startede Lars-Christian sammen med sin bror en koncertarrangørforening, de kaldte RytmeHansen, de ville skaffe musikoptrædener til Roskilde. På grund af deres tidlige succes i musikbranchen, fik Brask et tilbud hos Rock On, som på det tidspunkt var Danmark næststørste bookingbureau, hvor han fungerede som Manager i 2 år for blandt andre Dieters lieder, Poul Krebs og organiserede Gnags Blå Hund-tour i 1984. Han blev elev i Jyske Bank i Roskilde i 1984, senere aktiechef i et børsmæglerselskab i København inden han i 1990 blev aktiehandler i Merrill Lynch i London.
Efter seks år forlod Brask Merrill Lynch og investerede den formue, han havde tjent, i investeringsbanken Robertson Stephens & Co og blev en af 50 partnere. I 1997 blev Robertson Stephens købt af Bank of America for 540 millioner dollar til deling mellem partnere. Brask blev i Robertson Stephens som allerede i 1998 blev videresolgt til BankBoston for 800 millioner dollar. I 1999 fusionerede BankBoston med Fleet Financial. Disse transaktioner gjorde Brask rig.
Han stiftede investeringsbanken Brask & Co. i 1999, og solgte den i 2002. Brask ejede også tre italienske restauranter i London. Han vendte tilbage til Danmark i 2005 og blev direktør i den danske afdeling af Carnegie Investment Bank, men blev fyret fra banken i 2009. Derefter blev han Adm. Dir. for svejtsiske EFG Bank og stifter af afdelingen i Danmark før han helligede sig en karriere som bestyrelsesmedlem. Brask var bl.a. stiftende bestyrelsesformand for genrejste Pihl & Søn samt for Nellemann.

## Sportsleder
Brask startede i 1998 racerholdet Team Brask som har vundet over 200 løb og deltaget i alt fra gocart til Formel 1. Holdet gjorde ham kendt i Danmark. I 2015 blev Brask bestyrelsesformand i fodboldklubben FC Roskilde. I 2021 tiltrådte Brask som bestyrelsesformand i KFUM PRO.

## TV
Brask har deltaget i tv-programmerne "De røde på udebane", "De Dyre Drenge" og "Den Hemmelige Millionær".
Brask har ydermere deltaget i "Hvem vil være millionær?" i 2008. Her vandt Brask og Godtfred Hinrup 500.000 kr som gik til Godtfreds projekt om et dagstilbud til utilpassede unge.

## Poster i politik

### Roskilde Byråd
Brask blev valgt til Roskilde Byråd i 2013 og 2017 for Venstre. Efter sidstnævnte valg blev han 2. viceborgmester i Roskilde Kommune. I 2019 skiftede han til partiet Liberal Alliance og blev ved kommunalvalget 2021 genvalgt til kommunalbestyrelsen for dette parti.

### Folketinget
Brask blev opstillet til Folketinget for Venstre i Roskildekredsen i Sjællands Storkreds i 2016. I 2021 blev han opstillet af Liberal Alliance som partiets spidskandidat i Nordsjællands Storkreds, men skiftede i 2022 til i stedet at være LA's spidskandidat i Sjællands Storkreds.
Ved folketingsvalget 2022 blev Brask valgt med 3442 personlige stemmer til Folketinget i Sjællands Storkreds for Liberal Alliance og blev partiets indenrigs- og erhvervsordfører.

## Poster i erhvervslivet
Nuværende bestyrelsesposter (Februar 2023):
- Egon Olsen & Søn A/S (formand)
- Board Company A/S (formand)
- Mernild Byg A/S (formand)
- Dyreværnet
- CH Byg A/S

## Forfatterskab
Lars-Christan Brask har skrevet tre bøger:
- Vilje til succes (m Anne Axholm, Muusmann, 2011)
- Vilje til forandring (Muusmann, 2015)
- Sig det som det er - og gør noget ved det: vækst, velfærd og velstand (Muusmann, 2019)